# Diga della Steccaia
La diga della Steccaia, o semplicemente la Steccaia, è uno sbarramento artificiale situato lungo il corso del fiume Ombrone a Grosseto, in Toscana.

## Storia
Un primo sbarramento a cateratte sull'Ombrone a Grosseto era stato realizzato per il terzo canale navigante in località Berrettino dall'ingegnere Leonardo Ximenes nella seconda metà del XVIII secolo, ma soltanto con la bonifica avviata da Leopoldo II di Lorena nel 1828 venne costruita poco più a nord, in località Bucacce, la diga che deviava le acque dell'Ombrone in un canale diversivo che, passando sotto al ponte di presa, o ponte Tura, andava a bonificare per colmata i terreni paludosi dell'ex lago Prile. Ideata dall'ingegnere Vittorio Fossombroni e realizzata dal dirigente del bonificamento Alessandro Manetti, la steccaia fu inaugurata il 26 aprile 1830; per l'occasione venne posizionata una piramide in pietra a memoria dell'evento.
Lo sbarramento, composto da un robusto dentello e da una steccaia in legno obliqua alla corrente del fiume, fu tuttavia più volte danneggiato e ricostruito in seguito alle piene del 1839, 1864 e 1875 e per questo si rese necessaria l'edificazione di una nuova diga. Su interessamento del ministro dei lavori pubblici Alfredo Baccarini, già ingegnere capo del genio civile di Grosseto, la steccaia venne sostituita nel 1879 con una diga dorsale sommergibile di 153 metri in calcestruzzo, con la scarpa, il petto e la superficie della fronte rivestite in pietra da taglio.
Nel secondo dopoguerra, terminate le operazioni di colmata, venne deciso di interrare il canale diversivo e di murare le cateratte del ponte Tura. Le acque deviate dalla diga della Steccaia, che raggiungevano il ponte per alimentare il diversivo tramite il breve canale Mandraccio, finirono nel 1979 per essere incanalate direttamente nel fosso Beveraggio, che nasce in questo stesso punto, in modo da escludere del tutto il ponte Tura. Nel 1998 è stata realizzata una risalita per permettere ad alcune specie ittiche come la cheppia (alosa fallax) di risalire il corso del fiume per la riproduzione.

## Piramide della Steccaia
La piramide della Steccaia, o piramide di Ponte Tura, è un monumento di forma piramidale posto nel 1830 presso lo sbarramento sull'Ombrone a memoria dell'avvio delle bonifiche del granduca Leopoldo II di Lorena. Il monumento poggia su un basamento cubico in blocchi squadrati di pietra che reca su due lati due lapidi commemorative in marmo.
La prima lapide ricorda l'inaugurazione del canale diversivo il 26 aprile 1830 e recita:
La seconda, posizionata nel 1842 in occasione di un ampliamento dell'alveo del canale, reca invece scritto: